# Structures of Death
Structures of Death è l'ottavo album della band death metal tedesca Fleshcrawl, pubblicato nel 2007 dalla Metal Blade Records.

## Tracce
1. Skulls Of The Rotten (Intro) – 1:21
2. Structures Of Death – 2:48
3. Into The Fire Of Hell – 3:51
4. Written in Blood – 3:03
5. A Spirit Dressed In Black – 4:03
6. Fleshcult – 3:00
7. Into The Crypts Of Scattered Soul – 2:48
8. Anthem Of Death – 4:58
9. Nothing But Flesh Remains – 3:37
10. Rest In Pain (R.I.P.)" – 3:20
11. About Mortality – 2:58
12. War Of The Dead – 5:35

## Formazione
- Sven Gross - voce
- Mike Hanus - chitarra
- Oliver Grbavac - chitarra
- Nico Scheffler - basso
- Bastian Herzog - batteria